# Distretto di Palca (Puno)
Il distretto di Palca è uno dei dieci distretti della provincia di Lampa, in Perù. Si trova nella regione di Puno e si estende su una superficie di 483,96 chilometri quadrati.

Istituito il 25 ottobre 1901, ha per capitale la città di Palca; nel censimento 2005 contava una popolazione di 2.105 unità.